# Moone Boy
Moone Boy est une série télévisée irlando-britannique créée par Chris O'Dowd et diffusée du 14 septembre 2012 au 13 mai 2015 sur la chaîne Sky1. Elle raconte l'histoire d'un jeune garçon de 12 ans à la fin des années 1980 et au début des années 1990, dans un récit semi-autobiographique de l'enfance de O'Dowd, originaire de la ville irlandaise de Boyle.
La série est inédite dans tous les pays francophones.

## Synopsis
Boyle, années 1990. Seán est l'ami imaginaire de Martin Moone, 12 ans, le cadet d'une famille vivant dans une petite ville rurale d'Irlande. Martin a une vision unique et poétique de la vie, et, avec l'aide de Seán, il tente de faire son chemin dans le quotidien de la ville et de sa famille chaotique et écervelée.

## Distribution
- David Rawle : Martin Moone
- Chris O'Dowd : Seán Murphy
- Deirdre O'Kane : Debra Moone
- Peter McDonald : Liam Moone
- Aoife Duffin : Trisha Moone
- Clare Monnelly : Fidelma Moone
- Sarah White : Sinéad Moone
- Ian O'Reilly : Padraic O'Dwyer
- Steve Coogan : Francie "Touchy" Fehily
- Johnny Vegas : Crunchie Haystacks
- Steve Wall : Danny Moone
- Norma Sheahan : Linda
- Ronan Raftery : Dessie

## Épisodes

### Première saison (2012)
La saison 1 a été diffusée du 14 septembre au 12 octobre 2012.
1. Titre français inconnu (Men of the Houses)
2. Titre français inconnu (Bunch of Marys)
3. Titre français inconnu (Another Prick in the Wall)
4. Titre français inconnu (Dark Side of the Moone)
5. Titre français inconnu (Godfellas)
6. Titre français inconnu (The Bell-End of an Era)

### Deuxième saison (2014)
La deuxième saison a été diffusée du 14 février au 24 mars 2014.
1. Titre français inconnu (Boylé, Boylé, Boylé)
2. Titre français inconnu (Moone Dance)
3. Titre français inconnu (Ghost Raft)
4. Titre français inconnu (Handball Duel)
5. Titre français inconnu (Stags And Hens)
6. Titre français inconnu (The Boyle Wedding)

### Troisième saison (2015)
La série a été reconduite pour une troisième saison, avec O'Dowd derrière la caméra pour la première fois. La troisième saison a été diffusée à partir du 2 mars 2015.
1. Titre français inconnu (Where the Streets Do Have Names)
2. Titre français inconnu (The Plunder Years)
3. Titre français inconnu (Fecks, Lies And Videotape)
4. Titre français inconnu (Unidentified Feckin' Objects)
5. Titre français inconnu (Bells 'n' Smells)
6. Titre français inconnu (Gershwin's Bucket List)

## Accueil
La série a été bien accueillie par les critiques. The Guardian l'a qualifiée de « délice le plus porteur d'un message de vie qui ait atterri sur nos écrans depuis longtemps. » The A.V. Club l'a nommé dans son classement des cinq séries importées aux États-Unis à ne pas manquer, aux côtés de Black Mirror, Borgen, The Fall et Please Like Me

## Distinctions

### Récompenses
- International Emmy Awards 2013 : meilleure comédie
- Irish Film and Television Awards 2014 : meilleur divertissement

### Nominations
- British Comedy Awards 2012[4]